# Glossotrophia dentatolineata
Glossotrophia dentatolineata är en fjärilsart som beskrevs av Jules Pièrre Rambur 1866. Glossotrophia dentatolineata ingår i släktet Glossotrophia och familjen mätare. Inga underarter finns listade i Catalogue of Life.